# Tour de Suisse 1991
Die 55. Tour de Suisse fand vom 18. bis 28. Juni 1991 statt. Sie wurde in zehn Etappen und einem Prolog über eine Distanz von 1911,6 Kilometern ausgetragen.
Gesamtsieger wurde der Belgier Luc Roosen. Die Rundfahrt startete in St. Gallen und endete in Zürich. Insgesamt gingen 162 Fahrer an den Start, von denen 110 in Zürich ins Ziel kamen.

## Etappen
| Etappe     | Tag      | Start – Ziel            | km         | Etappensieger        | Gesamtwertung        |
| ---------- | -------- | ----------------------- | ---------- | -------------------- | -------------------- |
| Prolog     | 18. Juni | St. Gallen              | 1,66 (EZF) | Jean-Claude Leclercq | Jean-Claude Leclercq |
| 1. Etappe  | 19. Juni | St. Gallen – St. Gallen | 190        | Heinz Imboden        | Jean-Claude Leclercq |
| 2. Etappe  | 20. Juni | St. Gallen – Bad Scuol  | 172        | Luc Roosen           | Luc Roosen           |
| 3. Etappe  | 21. Juni | Bad Scuol – Giornico    | 228        | Heinz Imboden        | Luc Roosen           |
| 4. Etappe  | 22. Juni | Locarno – Altdorf       | 176,5      | Jan Nevens           | Luc Roosen           |
| 5. Etappe  | 23. Juni | Bürglen – Klausenpass   | 22,4 (BZF) | Robert Millar        | Luc Roosen           |
| 6. Etappe  | 24. Juni | Bürglen – Ulrichen      | 252        | Franco Vona          | Luc Roosen           |
| 7. Etappe  | 25. Juni | Oberwald – Genf         | 256        | Olaf Ludwig          | Luc Roosen           |
| 8. Etappe  | 26. Juni | Genf – Murten           | 202        | Phil Anderson        | Luc Roosen           |
| 9. Etappe  | 27. Juni | Murten – Basel          | 196        | Rolf Sørensen        | Luc Roosen           |
| 10. Etappe | 28. Juni | Basel – Zürich          | 215        | Stefano Colage       | Luc Roosen           |